# Distrikt San Juan de Cutervo
Der Distrikt San Juan de Cutervo liegt in der Provinz Cutervo in der Region Cajamarca im Norden Perus. Der Distrikt wurde am 8. August 1960 gegründet. Er besitzt eine Fläche von 68,2 km². Beim Zensus 2017 wurden 1900 Einwohner gezählt. Im Jahr 1993 lag die Einwohnerzahl bei 2649, im Jahr 2007 bei 2158. Sitz der Distriktverwaltung ist die 1635 m hoch gelegene Ortschaft San Juan de Cutervo mit 485 Einwohnern (Stand 2017). San Juan de Cutervo befindet sich 34 km nordöstlich der Provinzhauptstadt Cutervo.

## Geographische Lage
Der Distrikt San Juan de Cutervo befindet sich an der Ostflanke der peruanischen Westkordillere im Osten der Provinz Cutervo. Der Río Malleta, ein linker Nebenfluss des Río Marañón, fließt entlang der westlichen Distriktgrenze nach Norden.
Der Distrikt San Juan de Cutervo grenzt im Westen an die Distrikte San Andrés de Cutervo und Santo Tomás, im Nordosten an den Distrikt Cujillo sowie im Süden an die Distrikte La Ramada, San Luis de Lucma und Socota.

## Ortschaften
Neben dem Hauptort gibt es folgende größere Ortschaften im Distrikt:
- El Pago
- Santa Cruz de la Succha